# Periscyphops silvanus
Periscyphops silvanus är en kräftdjursart som beskrevs av Gustav Budde-Lund 1899. Periscyphops silvanus ingår i släktet Periscyphops och familjen Eubelidae. Inga underarter finns listade i Catalogue of Life.